# Nag al-Madamud

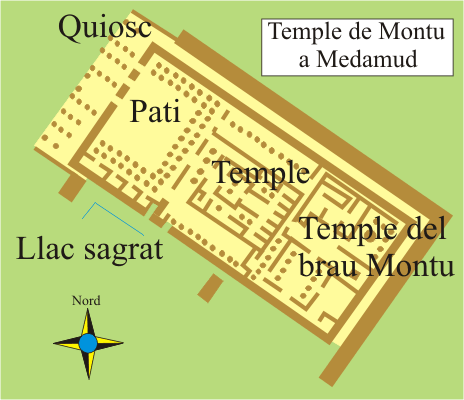
Plànol del temple de Montu a Medamud

Nag al-Madamud o Medamud és un llogaret d'Egipte, a uns 7 km al nord de Luxor, que correspon a l'antiga ciutat egípcia de Madu o Mabu. Era centre d'adoració de Montu (com Karnak i Armant).
Hi havia un temple dedicat al déu Montu que no s'ha conservat i que havia estat construït a l'Imperi mitjà (probablement Sesostris III) potser ja sobre una anterior capella de Mentuhotep I. El temple fou ampliat o reformat per Amenenhet VII, Sebekhotep II i Sebekhotep III, de la dinastia XII. El temple va quedar unit al temple de Montu a Karnak per un canal. El temple actual fou probablement construït al damunt del temple de l'Imperi mitjà pels Ptolomeus i fou dedicat a Montu, Raet-Tawy i Harpòcrates.
L'entrada té un triple portal amb quiosc construït per Ptolemeu VII Evergetes; les parets dels quiosc estan decorades amb escenes de cantants i músics i amb la deessa Bes ballant. La façana la formaven les parets de tres cambres, dedicades a Ptolemeu XII Auletes.
Al darrere del quiosc hi havia un ampli pati amb un altar, que fou decorat per Antoní Pius amb una sèrie de columnes que encara són al lloc, i a continuació la sala hipòstila de Ptolemeu XII, avui en ruïnes; al granit hi ha restes d'una pintura d'Amenhotep II darrere de Montu.
A continuació hi trobem el temple, del qual pràcticament no en queda res, que porta a un passatge entorn del qual hi ha algunes cambres.
Darrere el temple, el gran pati de l'est fou un recinte religiós dedicat brau sagrat en representació del déu. Els murs exteriors foren decorats per Domicià i Trajà: al mur exterior del sud hi queda un relleu de Trajà adorant el brau sagrat mentre que la porta oberta al mur fou construïda en temps de Tiberi.
El recinte també incloïa un llac sagrat, un petit temple al sud-oest construït per Ptolemeu II Filadelf, Ptolemeu III Evergetes I i Ptolemeu IV Filopàtor, amb esfinxs alineades en una avinguda que portava del temple a l'embarcador i a l'est del temple un cementiri.
Algunes parts d'aquest temple que van ser excavades per Alexandre Varille es troben al Museu de Belles Arts de Lió.